# Vincere
Vincere es una película de Marco Bellocchio estrenada el 20 de mayo de 2009 en Italia, así como en el marco del Festival de Cannes de 2009. 

## Trama
La cinta es una biografía de Benito Mussolini y un relato del ascenso del fascismo en Italia. Bellocchio describe su epopeya histórica desde la perspectiva de la vida de la amante del Duce, Ida Dalser y su hijo ilegítimo.